# سینما آسیا (کرمان)
سینما آسیا یک سینما در شهر کرمان، ایران است.
این سینما که در سال ۱۳۴۰ با نام سینما آریا تأسیس شده در ابتدا از دو سالن تابستانی و سقف‌دار تشکیل می‌شده، هم‌اکنون دارای یک سالن با ظرفیت ۳۰۰ نفر است.